# كأس ماليزيا 2008
كأس ماليزيا 2008 هو موسم من كأس الاتحاد الماليزي. كان عدد الأندية المشاركة فيه 28، وفاز فيه نادي كيدا دارول أمان.